# 七戶站

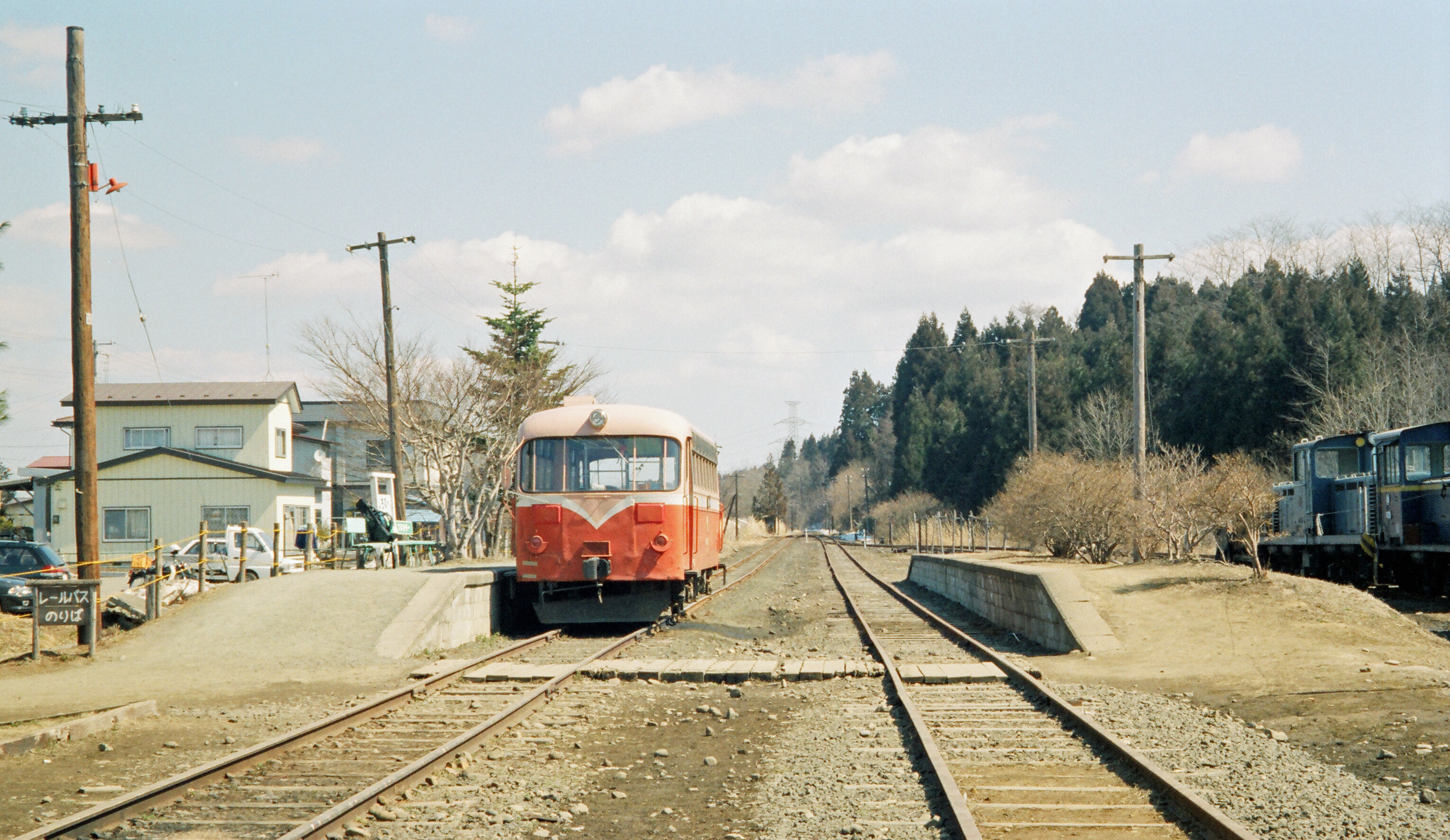
月台（1997年3月26日）

七戶站（日语：／ Shichinohe eki */?）是位於青森縣上北郡七戶町字笊田，南部縱貫鐵道的南部縱貫鐵道線車站（廢站）。同時為該線的終點站。

## 歷史
- 1962年（昭和37年）10月20日- 南部縱貫鐵道線開通，此站啟用[1]。當時站名為有畜農業指導所前（日语：／）。
- 1997年（平成9年）5月6日 - 南部縱貫鐵道線暫停營業[2]。
- 2002年（平成14年）8月1日 - 南部縱貫鐵道線廢線，此站也廢除[3]。

### 連接新幹線的構想
東北新幹線在南部縱貫鐵道的盛田牧場前站至營農大學校前站之間通過。因此曾經計劃東北新幹線的七戶十和田站（當時暫名七戶站）可轉乘此鐵路。
關於這個計劃，在東北新幹線正式往盛岡站向北方延伸前已經存在。在決定延伸當刻，南部縱貫鐵道已經廢除，因此接續計劃被消滅。實際上，七戶十和田站與營農大學校前站之間只有5分鐘步行距離。另外，七戶十和田站和南部縱貫鐵道七戶站之間的直線距離為2.5公里以上。

## 概要

### 截至暫停營業一刻

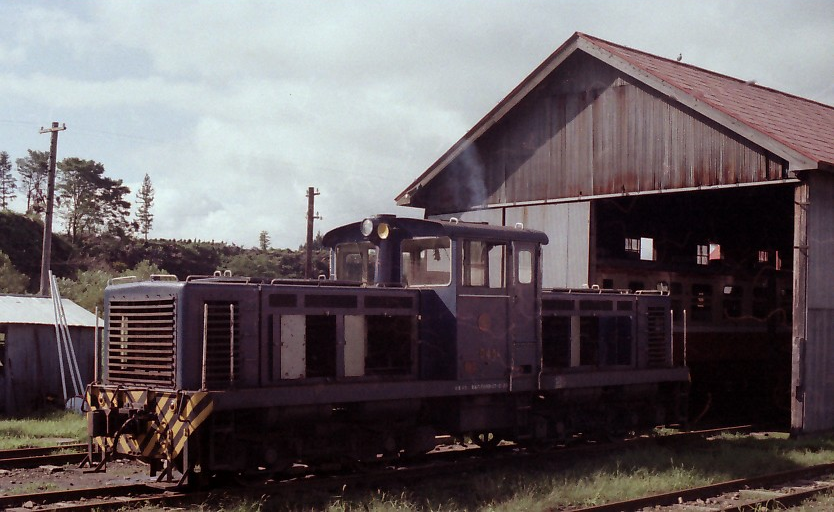
站內的機關區（1983年）

此站是七戶町的中心車站，但是由於車站距離町中心較遠，因此使用人次較少。車站大樓使用混凝土建成，建築物2層高。車站大樓內設有南部縱貫鐵道總部和商店。
此站是地面車站，設有2面2線的相對式月台。在整條鐵路中，此站和野邊地站是唯二的直營車站。站內設有機關區。

### 現狀
現時，南部縱貫鐵路巴士愛好會保留了此站和KiHa10形鐵路巴士作動態保存。在毎年長假期等日子會舉行活動。

#### 連接交通
- 十和田觀光電鐵巴士
  - 從青森站乘坐前往（特急）十和田市的巴士，於「七戶案內所」巴士站下車。
  - 從野邊地站（馬門溫泉）乘坐前往十和田市（三本木營業所（日语：十和田観光電鉄三本木営業所））的巴士，於「笊田川久保」巴士站。
  - 從十和田市站乘坐前往七戶案內所、野邊地（馬門溫泉）的巴士，於「笊田川久保」巴士站下車。或前往（特急）青森的巴士，於「七戶案內所」巴士站下車。
  - 從三澤站、上北町站乘坐前往七戶案內所的巴士，於「羅漢柏溫泉入口」巴士站下車。

## 其他
- 在金冠堂（日语：金冠堂）的電視廣告中出現了卡通「鐵路巴士」。該「鐵路巴士」以南部縱貫鐵道KiHa10形作為藍本[4]。
- 車站附近設有七戶繞道（日语：七戸バイパス）（國道4號）。
- 在1994年10月4日，車站附近開設了吉之島七戶店（日语：イオン七戸店）。該店曾經舉行了南部縱貫鐵道線暫停紀念相片展[5]。該商店在2011年8月31日結業，遺址變成空地。

## 相鄰車站
南部縱貫鐵道
南部縱貫鐵道線
盛田牧場前－七戶

## 注腳
1. ↑  運輸省鐵道監督局監修《民鐵要覧》鐵道圖書刊行會，1979年，13頁
2. ↑   31 (8). 鐵道雜誌社: 104. 1997-08 （日语）.
3. ↑  . RAIL FAN (鐵道友之會). 2002年10月号, 49 (10): 22 （日语）.
4. ↑  CM紹介 （页面存档备份，存于）（日語） - 金冠堂官方網站
5. ↑  《小さなレールバスの物語 （页面存档备份，存于）》（日語） VICOM（日语：ビコム）

## 外部連結
- 南部縱貫鐵道 記憶之鐵路巴士 （页面存档备份，存于）（日語） - 南部縱貫鐵路巴士愛好會之情報